# ويلارد روبنسون
ويلارد روبنسون (بالإنجليزية: Willard Robison)‏ هو قائد فرقة ‏ وملحن وعازف جاز وكاتب أغاني أمريكي، ولد في 18 سبتمبر 1894 في شيلبينا في الولايات المتحدة، وتوفي في 24 يونيو 1968 في بيكسكيل في الولايات المتحدة.

## وصلات خارجية
- ويلارد روبنسون على موقع IMDb (الإنجليزية)
- ويلارد روبنسون على موقع ميوزك برينز (الإنجليزية)
- ويلارد روبنسون على موقع قاعدة بيانات برودواي على الإنترنت (الإنجليزية)
- ويلارد روبنسون على موقع أول ميوزيك (الإنجليزية)
- ويلارد روبنسون على موقع ديسكوغز (الإنجليزية)